# I wojna marońska
I wojna marońska (ang. First Maroon War) – konflikt między jamajskimi Maronami a kolonialnymi władzami brytyjskimi, który rozpoczął się około 1728 roku i trwał aż do traktatów pokojowych z 1739 i 1740 roku.
Konflikt wybuchł w wyniku zaburzenia nieformalnej równowagi sił na wyspie w wyniku przybycia na nią dodatkowych sił brytyjskich. 
Po latach skutecznej walki partyzanckiej w wykonaniu Maronów, lokalni magnaci i władze kolonialne podpisały z nimi 2 traktaty pokojowe, w których uznawano niezależność wyzwoleńców, w zamian za współpracę z władzami w ramach wyłapywania nowych zbiegów. 